# Dezső Ernster

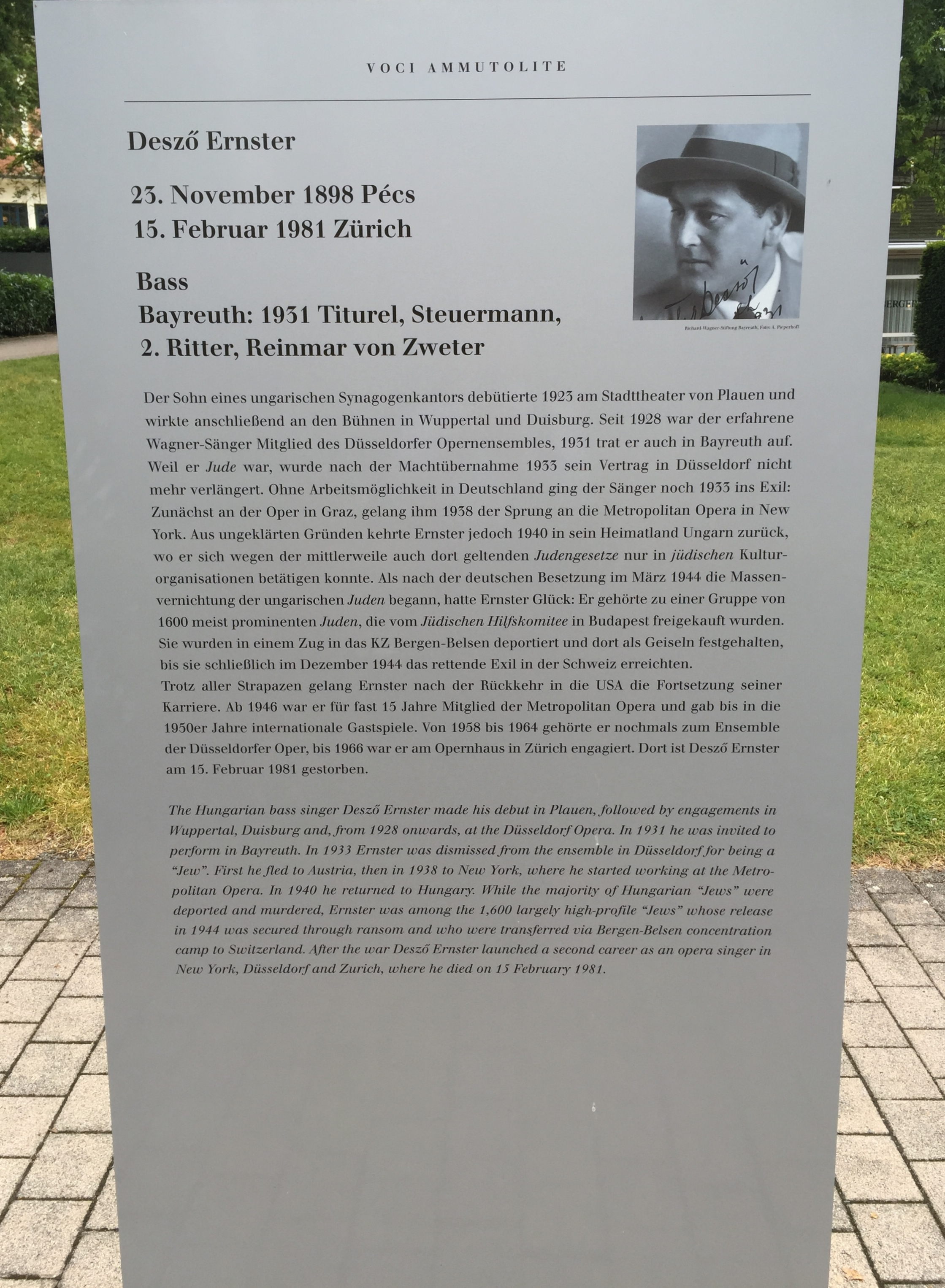
Gedenktafel für Dezső Ernster in Bayreuth

Dezső Ernster (* 23. November 1898 in Pécs, Österreich-Ungarn; † 15. Februar 1981 in Zürich) war ein ungarischer Opernsänger der Stimmlage Bass.

## Leben
Geboren in Pécs als Sohn eines Kantors, studierte Ernster in Budapest und Wien. Seine Karriere begann in Plauen, wo er 1924 und 1925 die Rolle des Hermann in Wagners Oper Tannhäuser und der Sängerkrieg auf Wartburg sang. Ab 1929 trat er am Staatstheater Berlin und in der Krolloper auf, wo er unter anderem in Paul Hindemiths Oper Neues vom Tage unter der Leitung von Otto Klemperer sang. 1931 holte ihn Arturo Toscanini, der ihn sehr schätzte, nach Bayreuth.
Er musste 1933 Deutschland aufgrund der Rassenpolitik der Nazis verlassen und ging nach Österreich. 1938 reiste er für eine Tournee in die USA und kehrte erst zwei Jahre später nach Ungarn zurück. Mittlerweile herrschte auch dort ein Auftrittsverbot für jüdische Sänger. Nur bei Omike in der Budapester Goldmark-Halle gab es noch die Möglichkeit für jüdische Künstler auftreten zu können. 1944 wurde er ins KZ nach Bergen-Belsen deportiert. Er war in der Gruppe von 1683 ungarischen Juden, die durch die Organisation von Rudolf Kasztner in die Schweiz ausreisen konnten. 
Nach dem Krieg sang er in Basel und anschließend an der Metropolitan Opera, wo er zwischen 1946 und 1963 175 Vorstellungen gab. Danach zog er zurück in die  Schweiz. In Ungarn trat er zuletzt 1966 als Sarastro in der Zauberflöte, die im Freilufttheater der Margareteninsel aufgeführt wurde, auf. Er starb 1981 in Zürich.

## Hauptrollen
- Sarastro (Mozart: Die Zauberflöte)
- Il Commendatore (Mozart: Don Giovanni)
- Daland (Wagner: Fliegender Holländer)
- Hermann Landgraf von Thüringen (Wagner: Tannhäuser)
- Hunding (Wagner: Die Walküre)
- König Marke (Wagner: Tristan und Isolde)[4]

## Diskographie
Ein Beispiel ist die Aufnahme aus dem Goldenen Saal des Wiener Musikverein, 1958
- Joseph Haydn: Die Schöpfung, Dirigent Jascha Horenstein, Gabriel und Eva: Mimi Coertse, Uriel: Julius Patzak, Raphael und Adam: Dezső Ernster, Wiener Volksopernorchester, Singverein der Gesellschaft der Musikfreunde. turnabout records TV 34184/5 S

## Hörbeispiele
- Götterdämmerung[5]
- Salome[6]